# Thomas Love Peacock
Thomas Love Peacock (Weymouth, 18 ottobre 1785 – Lower Halliford, 23 gennaio 1866) è stato uno scrittore e poeta inglese.

## Biografia
Nato nel Dorsetshire, era figlio di Samuel e di Sarah Love e crebbe nella casa del nonno paterno a Chertsey. S'impiegò, dal 1800 al 1806, in una ditta londinese, poi fece un viaggio a piedi in Scozia e nel 1809 risalì la valle del Tamigi, per trovare sul suo cammino motivi d'ispirazione per il suo poema The Genius of the Thames.
Si spostò nel Galles dove conobbe sua moglie Jane Grytfydt, che sposò nel 1819.
Influenzò e fu influenzato dai lavori di Percy Bysshe Shelley, che conobbe nel 1812 di cui fu intimo amico ed esecutore testamentario. Divenne ispettore capo della East India Company (Compagnia Inglese delle Indie Orientali). Tra i suoi sette romanzi satirici - ognuno vertente sulla critica delle opinioni filosofiche del tempo - Head-Long Hall (1816) e Abbazia degli incubi (1818). Suoi libri di poesia sono The Philosophy of Melancholy (1812) e Rhododaphne (1818). I suoi lavori drammatici, non rappresentati in vita, furono pubblicati postumi.